# QBIK Karlstad
QBIK Karlstad ist ein schwedischer Frauenfußballverein aus Karlstad. Der Verein wurde 1978 gegründet und stieg 2005 erstmals in die Damallsvenskan, die höchste Spielklasse im schwedischen Frauenfußball, auf. Seine Heimspiele trägt der Verein im Tingvalla IP aus. Trainer ist Kjell Petterson. 
QBIK ist der erste schwedische Verein, der eine Spielerin aus Deutschland anwarb: Jennifer Meier spielte 2005 und 2006 für den Club aus Värmland. Im Sommer 2006 hatte auch die deutsche Nationalspielerin Anja Mittag ein kurzes Engagement bei QBIK, musste jedoch nach einer Verletzung ihren Aufenthalt nach nur vier Wochen abbrechen.